# Semikinetoskias dubia
Semikinetoskias dubia är en mossdjursart som beskrevs av Silén 1941. Semikinetoskias dubia ingår i släktet Semikinetoskias och familjen Bugulidae. Inga underarter finns listade i Catalogue of Life.